# Deutsche Cadre-47/2-Meisterschaft 1986/87

Veranstaltungsort: Landau in der Pfalz

Die Deutsche Cadre-47/2-Meisterschaft 1986/87 ist eine Billard-Turnierserie und fand am 23. Oktober 1986 in Landau zum 56. Mal statt.

## Geschichte
Örtlicher Organisator und Ausrichter im Auftrag des Deutschen Billard-Bunds (DBB) war der BC Landau. Als Veranstaltungsort wurde die Rundsporthalle Landau ausgewählt.
Erst wurden drei regionale Qualifikationsturniere gespielt. Die jeweiligen Sieger und die vier weiteren GD-Besten sowie der Titelverteidiger bestritten das Endturnier.
Der Velberter Thomas Wildförster verteidigte in Landau erfolgreich seinen Titel. Da die Endrunde im K.-o.-System gespielt wurde, war er in den entscheidenden Situationen jeweils der bessere Spieler. Platz zwei ging an den jungen Bochumer Fabian Blondeel, der alle Turnierbestleistungen erzielte. Etwas überraschend, nach den erzielten Qualifikationsleistungen, wurde der Kemptener Dieter Steinberger Dritter.

## Modus
Gespielt wurde in den Qualifikationsgruppen bis 300 Punkte oder 15 Aufnahmen. In der Endrunde wurde im K.-o.-System bis 300 Punkte ohne Aufnahmenbegrenzung gespielt. Das gesamte Turnier wurde mit Nachstoß gespielt. Die Endplatzierung ergab sich aus folgenden Kriterien:
1. Matchpunkte
2. Generaldurchschnitt (GD)
3. Höchstserie (HS)

## Turnierverlauf
| #                      | Name                         | MP  | GD    | BED   | HS  |
| ---------------------- | ---------------------------- | --- | ----- | ----- | --- |
| 1                      | Wolfgang Zenkner (München)   | 6:0 | 56,25 | 75,00 | 233 |
| 2                      | Dieter Steinberger (Kempten) | 2:4 | 32,88 | 75,00 | 134 |
| 3                      | Klaus Müller (Elversberg)    | 2:4 | 30,26 | 33,33 | 100 |
| 4                      | Klaus Bosel (Neunkirchen)    | 2:4 | 25,52 | 30,00 | 108 |
| Turnierdurchschnitt: ? |                              |     |       |       |     |

| MP    | Match Punkte (Sieger = 2; Unentschieden = 1; Verlierer = 0) |
| SV    | Satzverhältnis (nur bei Turnieren im Satzsystem)            |
| Pkte. | Erzielte Karambolagen                                       |
| Aufn. | benötigte Aufnahmen                                         |
| GD    | Generaldurchschnitt                                         |
| MGD   | Mannschafts-Generaldurchschnitt                             |
| BED   | Bester Einzeldurchschnitt eines Spielers                    |
| BEMD  | Bester Einzeldurchschnitt einer Mannschaft                  |
| BSD   | Bester Satzdurchschnitt eines Spielers                      |
| HS    | Höchstserie                                                 |
| WRP   | Weltranglistenpunkte                                        |

| #                          | Name                        | MP  | GD    | BED    | HS  |
| -------------------------- | --------------------------- | --- | ----- | ------ | --- |
| 1                          | Volker Simanowski (Velbert) | 6:0 | 81,81 | 300,00 | 300 |
| 2                          | Klaus Kreutz (Sonsbeck)     | 4:2 | 24,89 | 30,00  | 126 |
| 3                          | Dieter Wirtz (Duisburg)     | 2:4 | 31,30 | 42,85  | 099 |
| 4                          | Gerhard Schwartz (Brand)    | 0:6 | 6,95  | –      | 038 |
| Turnierdurchschnitt: 29,83 |                             |     |       |        |     |

| MP    | Match Punkte (Sieger = 2; Unentschieden = 1; Verlierer = 0) |
| SV    | Satzverhältnis (nur bei Turnieren im Satzsystem)            |
| Pkte. | Erzielte Karambolagen                                       |
| Aufn. | benötigte Aufnahmen                                         |
| GD    | Generaldurchschnitt                                         |
| MGD   | Mannschafts-Generaldurchschnitt                             |
| BED   | Bester Einzeldurchschnitt eines Spielers                    |
| BEMD  | Bester Einzeldurchschnitt einer Mannschaft                  |
| BSD   | Bester Satzdurchschnitt eines Spielers                      |
| HS    | Höchstserie                                                 |
| WRP   | Weltranglistenpunkte                                        |

| #                      | Name                             | MP  | GD    | BED    | HS  |
| ---------------------- | -------------------------------- | --- | ----- | ------ | --- |
| 1                      | Fabian Blondeel (Bochum)         | 6:0 | 52,94 | 150,00 | 279 |
| 2                      | Heinz Janzen (Bottrop)           | 2:4 | 35,21 | 60,00  | 130 |
| 3                      | Wolfgang Fischer (Bottrop)       | 2:4 | 34,23 | 50,00  | 118 |
| 4                      | Hans Wernikowski (Gelsenkirchen) | 2:4 | 31,33 | 42,85  | 111 |
| Turnierdurchschnitt: ? |                                  |     |       |        |     |

| MP    | Match Punkte (Sieger = 2; Unentschieden = 1; Verlierer = 0) |
| SV    | Satzverhältnis (nur bei Turnieren im Satzsystem)            |
| Pkte. | Erzielte Karambolagen                                       |
| Aufn. | benötigte Aufnahmen                                         |
| GD    | Generaldurchschnitt                                         |
| MGD   | Mannschafts-Generaldurchschnitt                             |
| BED   | Bester Einzeldurchschnitt eines Spielers                    |
| BEMD  | Bester Einzeldurchschnitt einer Mannschaft                  |
| BSD   | Bester Satzdurchschnitt eines Spielers                      |
| HS    | Höchstserie                                                 |
| WRP   | Weltranglistenpunkte                                        |

### Finalrunde
| Viertelfinale      |     |         |    |       |       |     |
| Thomas Wildförster | 2:0 | 300     | 12 | 25,00 | 25,00 | 216 |
| Heinz Janzen       | 0:2 | 131     | 12 | 10,91 | –     | 37  |
| Wolfgang Fischer   | 0:2 | 19      | 4  | 4,75  | –     | 18  |
| Fabian Blondeel    | 2:0 | 300     | 4  | 75,00 | 75,00 | 276 |
| Wolfgang Zenkner   | 0:2 | 296     | 14 | 21,14 | –     | 65  |
| Dieter Wirtz       | 2:0 | 300     | 14 | 21,42 | 21,42 | 64  |
| Dieter Steinberger | 2:0 | 300     | 16 | 18,75 | 18,75 | 96  |
| Volker Simanowski  | 0:2 | 255     | 16 | 15,93 | –     | 88  |
| Halbfinale         |     |         |    |       |       |     |
| Thomas Wildförster | 2:0 | 300     | 4  | 75,00 | 75,00 | 252 |
| Dieter Steinberger | 0:2 | 140     | 4  | 35,00 | –     | 57  |
| Fabian Blondeel    | 2:0 | 300(30) | 5  | 60,00 | 60,00 | 79  |
| Dieter Wirtz       | 0:2 | 300(13) | 5  | 60,00 | 60,00 | 141 |
| Spiel um Platz 3   |     |         |    |       |       |     |
| Dieter Steinberger | 2:0 | 300     | 7  | 42,85 | 42,85 | 148 |
| Dieter Wirtz       | 0:2 | 119     | 7  | 17,00 | –     | 56  |
| Finale             |     |         |    |       |       |     |
| Thomas Wildförster | 2:0 | 300     | 8  | 37,50 | 37,50 | 264 |
| Fabian Blondeel    | 0:2 | 191     | 8  | 23,87 | –     | 96  |

## Abschlusstabelle
| MP    | Match Points (Sieger = 2; Unentschieden = 1; Verlierer = 0) |
| Pkte. | Erzielte Karambolagen                                       |
| Aufn. | Benötigte Versuche                                          |
| GD    | Generaldurchschnitt                                         |
| BED   | Bester Einzeldurchschnitt eines Spielers                    |
| HS    | Höchstserie                                                 |
|       | Bester GD des Turniers                                      |
|       | Bester ED des Turniers                                      |
|       | Beste HS des Turniers                                       |
|       | 1. Platz (Gold)                                             |
|       | 2. Platz (Silber)                                           |
|       | 3. Platz (Bronze)                                           |

| Klassement                 | Klassement                   | Klassement | Klassement | Klassement | Klassement | Klassement | Klassement | Klassement |
| Platz                      | Name                         | MP         | Pkte.      | Aufn.      | GD         | BED        | HS         |            |
| -------------------------- | ---------------------------- | ---------- | ---------- | ---------- | ---------- | ---------- | ---------- | ---------- |
| 1                          | Thomas Wildförster (Velbert) | 6:0        | 900        | 24         | 37,50      | 75,00      | 265        |            |
| 2                          | Fabian Blondeel (Bochum)     | 4:2        | 791        | 17         | 46,52      | 75,00      | 276        |            |
| 3                          | Dieter Steinberger (Kempten) | 4:2        | 740        | 27         | 27,40      | 42,85      | 148        |            |
| 4                          | Dieter Wirtz (Duisburg)      | 2:4        | 719        | 26         | 27,65      | 60,00      | 141        |            |
| 5                          | Wolfgang Zenkner (München)   | 0:2        | 296        | 14         | 21,14      | -          | 65         |            |
| 6                          | Volker Simanowski (Velbert)  | 0:2        | 255        | 16         | 15,93      | -          | 88         |            |
| 7                          | Heinz Janzen (Bottrop)       | 0:2        | 131        | 12         | 10,91      | -          | 37         |            |
| 8                          | Wolfgang Fischer (Bottrop)   | 0:2        | 19         | 4          | 4,75       | -          | 18         |            |
| Turnierdurchschnitt: 27,50 |                              |            |            |            |            |            |            |            |